# Академія наук СРСР
Акаде́мія нау́к СРСР — найвища наукова установа Радянського Союзу.

## Передісторія
Заснована в Петербурзі указом сенату від 28 січня 1724. У XVIII столітті в Академію наук були організовані фізичний кабінет, астрономічна обсерваторія, хімічна лабораторія, анатомічний театр, географічний департамент, бібліотека, друкарня та інші наукові й науково-допоміжні установи.
Академіки, що входили до складу АН, — М. В. Ломоносов, Л. Ейлер, Д. Бернуллі, Й. Г. Гмелін, Г.-В. Ріхман, В. К. Тредьяковський, С. П. Крашенінніков, І. І. Лепьохін, М. Я. Озерецковський, П. С. Паллас та інші, зробили великий внесок у науку. Організовані АН експедиції мали велике значення для вивчення природних багатств Росії.
У XVIII ст. АН була майже єдиним джерелом поширення науки в Російській державі. В першій половині XIX ст., коли в країні було створено нові вищі навчальні заклади, роль АН як наукового центру поступово знижується.
У XIX і на початку XX ст. АН перебувала у важкому матеріальному становищі, не мала необхідних умов для проведення наук. досліджень. Попри це, вчені, що працювали в АН, а саме:
- математики М. В. Остроградський, П. Л. Чебишов, В. Я. Буняковський, О. М. Ляпунов, А. А. Марков, В. А. Стєклов;
- астрономи В. Я. Струве, Ф. О. Бредіхін;
- фізики В. В. Петров, Е. X. Ленц, Б. С. Якобі, Б. Б. Голіцин;
- хіміки М. М. Зінін, О. М. Бутлеров, М. С. Курнаков;
- біологи К. М. Бер, О. О. Ковалевський; фізіолог І. П. Павлов та ін. збагатили науку визначними відкриттями і винаходами.

В перші роки радянської влади в АН створюються нові інститути: фізико-хімічного аналізу (1918), платиновий (1918), фізико-математичний (1921), радійовий (1922), фізіологічний (1925), інститут ґрунтів (1926) та ін.

## Академія наук СРСР
Постановою ЦВК СРСР і РНК СРСР від 27 липня 1925 АН була перетворена у всесоюзну і дістала назву АН СРСР. АН швидко зростала і стала однією з найбільших наукових установ світу.

## Організаційна структура
| Президенти АН СРСР | Президенти АН СРСР |
| Роки               | Ім'я               |
| ------------------ | ------------------ |
| 1917—36            | Карпінський О. П.  |
| 1936—45            | Комаров В. Л.      |
| 1945—51            | Вавилов С. І.      |
| 1951—              | Несмєянов О. М.    |
|                    |                    |

Вищим органом АН були Загальні збори, до складу яких входили академіки і почесні академіки. В період між сесіями Загальних зборів керівництво АН здійснювала Президія на чолі з президентом. Президентами АН в радянський період були академіки О. П. Карпінський (1917–1936), В. Л. Комаров (1936–1945), С. І. Вавилов (1945–1951). З 1951 президентом АН СРСР став академік О. М. Несмєянов.

## Склад
Академія складалася з 8 відділів — фізико-математичних наук, хімічних наук, геолого-географічних наук, біологічних наук, технічних наук, історичних наук, економіки, філософських і правових наук, відділу мови і літератури.

### Філії
До складу АН увійшли філіали: Башкирський, Дагестанський, Казанський, Карельський, Кольський, Комі, Молдовський, Уральський. У 1957 організовано Сибірське відділення АН, до якого пізніше ввійшли філіали: Східносибірський, Далекосхідний, Якутський. На початок 1959 в АН налічувалось понад 100 значних наукових інститутів і велика кількість інших установ. На кінець 1958 в АН було 165 академіків і 354 член-кореспондент; в ній працювало понад 16,5 тис. наукових співробітників.
- Азербайджанський філіал АН СРСР 1945 переоформлено як Академія наук Азербайджанської РСР
- Вірменський філіал АН СРСР 1943 переоформлено як Академія наук Вірменської РСР

## Українці у внеску АН СРСР
Протягом всієї історії АН в її роботі брали активну участь українські вчені. У XIX — на початку XX століття академіками були обрані математики Михайло Остроградський, Віктор Буняковський, геохімік Володимир Вернадський, історик Володимир Іконников, зоолог Володимир Заленський, Олександр Красновський та інші.
За радянського часу академіками були обрані представники медичної науки, які працювали в Україні — Олександр Богомолець і Микола Стражеско, а також хімік Лев Писаржевський, історик Владислав Бузескул.
З 1959 в Україні працювали академіки АН СРСР — президент АН УРСР біохімік Олександр Палладін (обраний у травні 1942), літературознавець Олександр Білецький (обраний у червні 1958), письменник Олександр Корнійчук (обраний у вересні 1943), поет Максим Рильський (обраний у червні 1958).

## Досягнення
В АН СРСР широким фронтом провадились досліди в усіх галузях природничих, технічних і суспільних наук. Особливо великі успіхи вчених АН в галузі ядерної фізики, фізики напівпровідників, радіофізики, математики, механіки, астрономії, хімії, металургії, обчислювальної техніки, радіотехніки і т. ін.
Тріумфом вчених СРСР було створення штучних супутників Землі і космічної ракети. АН підтримувала широкі міжнародні наукові зв'язки.